# أحمد الأندلسي
أحمد الأندلسي هو ممثل تونسي من مواليد 16 نوفمبر 1983.

## حياته
قام بأداء دور مهدي في مسلسل مكتوب، وقد عرف من قبل في مسلسلات عديدة منها «ليالي البيض»، وقد أدى أحمد دور مهدي بطريقة جميلة جداً جلبت الانتباه وهو قام بدور أخ البطل ظافر العابدين (دالي).

## أعماله

### السينما
- 2004: باب العرش لمختار العجيمي (ضيف الشرف)
- 2008: المشروع (فيلم قصير) لمحمد علي النهدي: سامي
- 2018: سطوش لكريم بالرحومة: ممرض تشريح الجثة 1
- 2018: الدامغجي لكريم بالرحومة: ناصر الدامغجي
- 2018: يسار يمين لمطيع الدريدي (تم عرضه)
- 2020: الدجال لكريم بالرحومة
- 2021: حجر الواد لمحمد خليل البحري: في قاعات السينما
- 2022: خاتم عليسة (في طور الإنجاز)

### مسلسلات تلفزيونية
- 2004: الفندق لصلاح الدين الصيد (ضيف شرف الحلقة 11): زائر الفندق
- 2005: عودة المنيار للحبيب المسلماني (ضيف الشرف).
- 2006: حياة وأماني لمحمد غضبان (ضيف شرف الحلقة 5): هاشمي عبد الوارث
- 2006: مسلسل حكايات العروي اللي باع والديه للحبيب الجمني (ضيف الشرف): حسان
- 2007: الليالي البيض للحبيب المسلماني: هيثم
- 2007: شوفلي حل لصلاح الدين الصيد (ضيف الشرف في الحلقات 3 و 4 و 9 و 17 من الموسم 1): هادي، بلها، صديق أماني
- 2014-2008: مكتوب لسامي الفهري: مهدي ناجي
- 2009: من كان يسوع لألكسندر مارينغو: يسوع
- 2010: كاستينغ لسامي الفهري: أحمد رضوان
- 2013: يوميات إمرأة لنجيب عياد: فهمي
- 2017-2015: أولاد مفيدة لسامي الفهري: زياد
- 2015: سكول (الموسم الثاني) لرانيا القابسي وسفيان اليتيم: رئيف
- 2015: ناعورة الهواء لمديح بلعيد (ضيف شرف الحلقة 4 من الموسم 2): كمال
- 2016: بوليس 2.0 لمجدي السميري (ضيف الشرف للحلقة 3): سي أحمد
- 2017-2016: فلاش باك لمراد بن الشيخ: فيصل
- 2018: فاميليا لول لنجيب مناصرية (ضيف الشرف للحلقة 3)
- 2018: تاج الحاضرة لسامي الفهري: مصطفى خزندار
- 2019: مشاعر لمحمد جوك: قاسم
- 2020: قلب الذيب للمخرج بسام الحمراوي (ضيف شرف الحلقات 1 إلى 6): المفوض سي الصادق
- 2021: 16/16 لحمدي الجويني: آلكسيا
- 2021: مشاعر 2 لمحمد جوك: قاسم

### البرامج التلفزية
- 2013: آي تاك على قناة التونسية: منشط
- 2014: تاكسي 2 (الحلقة 24) على قناة نسمة: ضيف
- 2014: الأنجليزي (الحلقة 7) على تلفزيون تونس: ضيف
- 2015: بالمكشوف على قناة حنبعل مع عادل بوهلال: ضيف
- 2017: الصدمة على إم بي سي 1 : منشط
- 2018: عبدلي شوتايم (الحلقة 2 من الموسم 2)على قناة التاسعة مع لطفي العبدلي: ضيف
- 2018: لاباس (الجزء 3 من الحلقة 7 من الموسم 7) على قناة التاسعة مع نوفل الورتاني: ضيف
- 2018: رمزي هل تحلم؟ على قناة التاسعة مع رمزي عبد الجواد: ضيف
- 2019: لاباس (الموسم 8) على قناة التاسعة مع نوفل الورتاني: ضيف
- 2019: إضحك معنا (الموسم 1)على قناة التاسعة مع نوفل الورتاني: كرونيكور
- 2020: عبدلي شوتايم (الحلقة 10 من الموسم 3) على قناة التاسعة مع لطفي العبدلي: ضيف
- 2020: باتل شيف على قناة التاسعة: منشط
- 2020: الويكاند على قناة التاسعة مع عفاف الغربي: ضيف
- 2020: فكرة سامي الفهري على الحوار التونسي تقديم الهادي زعيم: ضيف
- 2020: فاميليا تايم على قناة التاسعة (الجزء الأول من الحلقة 12) تقديم جيهان ميلاد: ضيف
- 2020: صيف معنا على قناة التاسعة (الجزء 2 و 3 من الحلقة 13) مع نوفل الورتاني: ضيف
- 2020: علاش لا؟ (الحلقة الثانية) على قناة قرطاج + مع خلود مبروك: ضيف
- 2021: لاباس (الجزء الرابع من الحلقة 14 من الموسم العاشر) على قناة التاسعة مع نوفل الورتاني: ضيف
- 2021: الدقيقة 60 على موزاييك أف أم مع نوفل الورتاني: ضيف
- 2021: ستار تايم على إبتسامة أف أم مع أميمة العياري: ضيف
- 2021: رمضان شو على موزاييك أف أم مع مالك العوني والهادي زعيم: ضيف
- 2021: صحري بحري على قناة تونسنا مع يوسف البحري: ضيف
- 2021: لمن يسهر فقط على قناة التاسعة مع نوفل الورتاني: ضيف الحلقة 28
- 2021: آش قالت ميمة؟ على راديو ماد مع وجيهة الجندوبي: ضيف
- 2021: بي كوول على راديو ماد: ضيف
- 2022: لاباس (الجزء 1 من الحلقة 16 من الموسم11) مع نوفل الورتاني على قناة الحوار التونسي
- 2022: خميس عليك مع فيصل الحضيري على قناة تونسنا: ضيف
- 2022: سكرلي البرنامج مع علاء الشابي على قناة قرطاج+: ضيف الحلقة 1 من الموسم 1
- 2022: لاباس مع نوفل مع نوفل الورتاني على قناة قرطاج+: ضيف
- 2023: فكرة سامي الفهري مع الهادي زعيم على قناة الحوار التونسي: ضيف
- 2023: جودي تو (أنا أصرح بكل شيء) (ضيف الجزء الثاني من الحلقة 11 من الموسم 5) لأمين قارة: ضيف

### الكليبات
- 2016: ظهوره في «إكربت» لإيمان الشريف
- 2019: ظهوره في «مانيش باهي» لكلاي بيبي جي
- 2020: ظهوره في «مسرار» لزهرة فارس

## وصلات خارجية
- أحمد الأندلسي على موقع IMDb (الإنجليزية)
- أحمد الأندلسي على موقع قاعدة بيانات الأفلام العربية
- أحمد الأندلسي على موقع ألو سيني (الفرنسية)
- أحمد الأندلسي على موقع قاعدة بيانات الفيلم (الإنجليزية)